# Serena Williams
Serena Jameka Williams (Saginaw, Michigan, 26. rujna 1981.) umirovljena je američka tenisačica, osvojila je 23 Grand Slam naslova što je čini drugom najuspješnijom tenisačicom u ženskoj konkurenciji. Olimpijska je pobjednica iz Sydneya 2000., Pekinga 2008. te Londona 2012. godine (pojedinačno i u konkurenciji ženskih parova). Sestra je Venus Williams, također uspješne tenisačice, a sestrinsko je suparništvo jedno od najvećih u teniskom svijetu.
U dosadašnjoj karijeri Serena je osvojila 95 WTA naslova, od toga 72 u pojedinačnoj konkurenciji i 23 u igri parova. Ima osvojena sva četiri Grand Slam naslova u obje konkurencije; s ukupno 39 Grand Slam naslova (23 pojedinačno, 14 u igri parova i dva u mješovitim parovima) najuspješnija je od aktivnih igračica. Također, po broju pojedinačnih Grand Slam naslova najuspješnija je u Open eri s ukupno 23 osvojena Grand Slam naslova. Druga je najuspješnija tenisačica svih vremena poslije Margaret Court koja ima 24 grand slam naslova.
Na prvo mjesto WTA ljestvice Serena je prvi put zasjela 8. srpnja 2002., zahvaljujući impresivnim nastupima na turnirima te godine te osvajanju Roland Garrosa i Wimbledona. Dana 5. travnja 2008. osvojila je po peti puta u karijeri Masters turnir u Miamiju, čime se izjednačila sa Steffi Graf. U veljači 2013. vratila se na prvo mjesto WTA ljestvice,te se na istom zadržala 186 uzastupnih tjedana čime je izjednačila rekord sa Steffi Graf.U siječnju 2017. osvajanjem sedme titule na Australija Openu u devetom tjednu trudniće ponovo se vratila na prvo mjesto WTA ljestvice te je s navršenom 35 godinom, postala najstarija igračica na vrhu (prijašnji je rekord držala Martina Navrátilová s 30 godina).
Treniraju ju Patrick Mouratoglou.

## Vanjske poveznice
- Službena stranica (engl.)
- Profil na stranici WTA Toura

### Ostali projekti
|  | Zajednički poslužitelj ima još gradiva o temi Serena Williams |